# マジすか学園4
『マジすか学園4』（マジすかがくえんフォー）は、2015年1月20日から3月31日まで毎週火曜0時59分 - 1時29分（月曜深夜）に日本テレビで放送されたAKB48とその姉妹グループが出演する学園ドラマ。宮脇咲良と島崎遥香のダブル主演。マジすか学園シリーズの4作目であり、基本設定は『マジすか学園2』を継承し、共通キャラクターも登場するが以前の設定が厳密に継承されていない。島崎遥香や高橋みなみのように別のキャラクター設定になっていたり、指原莉乃や小嶋陽菜のように共通点はあるが名前が変わっていて同一キャラクターかどうか曖昧な設定もある。
なお、本項では日時を暦日表記で記す。そのため提示された出典や公式サイトでの日時表記とは異なる。

## 概要
『マジすか学園』『マジすか学園2』と同様に、馬路須加女学園が主な舞台である。また、本シリーズで初めてNMB48のメンバーが出演している。
本シリーズは、『マジすか学園』から『マジすか学園3』までテレビ東京系列の「ドラマ24」枠で放送されてきたが、本作品は地上波の時代劇を除く連続ドラマとしては初めて系列局を変えて制作された。理由は「たまたま2015年1月期のクールに、テレビ東京系での放送枠がなかったため」としている。
ドラマのストーリー・主演・出演者については2015年1月3日0時23分 - 1時18分（1月2日深夜）に放送された『AKB48ドラマ「マジすか学園」出演メンバー大発表!直前SP』にて発表されたが、それに先駆けてティザーサイト（プレビューサイト）が2014年11月26日から公開された。
毎話、地上波での放送に先行してHuluで配信された。CS日テレプラス ドラマ・アニメ・スポーツでは、地上波での最終回放送前々日の3月29日に1話から9話までが一挙放送され、地上波放送当日の23時20分からは最終回も放送された。
また、3月31日からHuluでスピンオフドラマ『マジすか学園4 外伝』が6週連続で毎週火曜日に配信された。

## キャスト
役者名だけの記載やニックネームで呼ばれているキャラクターの本名は演者と同じ。これより適宜『マジすか学園』は『1』・『マジすか学園2』は『2』と表記する。

### 馬路須加女学園
『2』の後で制服が変更されており、襟が黒から白に変わっている。今作で黒襟の制服を着ているのはおたべのみ。また、校旗中央のマークも『2』まではアルファベットの「M」と「J」を組み合わせた物だったのに対し今作以降は「M」一字になっている。

#### 主人公
さくら
演 - 宮脇咲良（幼少期：横溝菜帆）
一見ヤンキーらしくない優等生風の風貌だが、鹿児島から「てっぺん」を目指しマジ女にやって来た自分の道をまっすぐ突き進む謎の転校生。2年B組在籍。スキャンダル曰く「かつてマジ女にいた前田と同じ目をしている」。
喧嘩の際は制服のスカーフを外す。ファイトスタイルは空手で得意技は旋風脚。拳打するときに必要以上に肩を引く癖があると、ソルトに弱点を見抜かれる。
カミソリとゾンビに慕われるようになるが、「舎弟なんかいらない」とあくまで群れることを嫌い、ついてくる二人とは距離を置こうとする。後にチーム火鍋にも慕われるようになるがやはり距離を置いている（話が進むにつれて距離は縮まっていく）。おたべとのタイマンでは四天王で唯一「重いな、あんたの拳」と発言し、倒れても倒れても自分の足を殴って叫び、柱などを利用してでも立ち上がって自分に向かってくる姿や彼女のラッパッパへの強い想いに感化されたのか、倒れかけた自分の身体を支えたカミソリやウオノメに初めて「ありがとう」と伝え、事実上仲間と認めている。アントニオとのタイマンでは「私とやるんは誰や？」と聞いたアントニオに四天王たちが迷う中ちょうどさくらたちが現れ「私だ」と声をあげておたべとアイコンタクトを取り戦前に初めて、マジ女のために戦うと言い放ち、戦後自分に1番に駆け寄って支えてくれたおたべを見て少し驚いたものの、周りを見回し、ラッパッパも自分をマジ女の一員であり仲間だと認めてくれたことに気づいた。
ソルト
演 - 島崎遥香
ラッパッパ部長。3年生。制服のリボンが1人だけ黒い。2つの鉄の玉を片手でくるくる回す。常に退屈さを感じており、部長室のソファで寝ている（眠りを妨げられると怒る）か、当ても無く学園内外をうろついていることが多い。
テッペンを狙っていたわけではなく、喧嘩を仕掛けてきた相手を振り払っているうちに登りつめてしまった理由から、部長への執着心は異様に薄い。元々は自分の実力を隠した地味な存在だったらしくスキャンダルやセンターは彼女がマジ女のトップであることに驚いたり意外に思ったりしている（ネズミだけは「バケモノ」と強さを認めている）。バカモノを倒した直後のさくらに近づき「テッペンからの景色なんて虚しいだけだ」と語っている。
対等に対話するのはおたべのみで、詳しい理由は不明。だが、おたべの実力は認めて信頼しており、さくらがおたべとタイマンすることになったさいは屋上からおたべの背中を見つめながら「さくら…おたべは強いぞ」と呟いている。おたべを除く四天王にもあまり興味は無く、さくらに敗れたヨガやマジックにも「あんたが勝とうが負けようがどうでもいい」と言い放つが、一方でおたべの実力だけは認めている。ラッパッパを背負ってさくらと戦う覚悟を語ったおたべに対し「自分は何かを背負って戦うことはない」と返すが、おたべがさくらに敗れた後、倒れてなおラッパッパを守って戦おうとするその姿に部長としての自覚とラッパッパへの想いを覚醒させ、倒れ伏しているおたべに「ラッパッパの部長は私だ。私が全てを背負う」と話し、部長としてラッパッパを背負って戦う決意をした。改心した後はさくら戦の前日に四天王にこれまでラッパッパを守ってくれたことを一人ずつ感謝の言葉を述べている。
さくらに対しては「自分の退屈を紛らわせてくれるかも知れない存在」に感じ、自分のところまで登ってくるのを楽しみにしている節があり、それを見透かしたおたべに「他人に興味を示さないあんたがさくらにはご執心や」と笑われている。さくらとのタイマン勝負のために体育館に向かう途中、こびーと他校トップたちに襲撃を受け廃工場で戦うことになる。数の差をものともせずにこびー以外を蹴散らし、こびーとのタイマンでも完封するが落ちてきた建材用鉄パイプからこびーを助けた身代わりに下敷きとなり意識不明の重傷を負う。その後、救急車で病院に搬送されるも、激尾古でのさくら対アントニオの戦の後に病院を抜け出して消息を絶つ。だが卒業式の前日にマジ女に戻りさくらとの戦いを卒業式当日に決める。
ファイトスタイルは相手の攻撃を的確にいなし（受け流す、かわすなど）つつ、自分の攻撃は確実に決めていくもの。「いなし」の技術は非常に高く相手から有効打を食らうことは極めて少ない。使う技は多彩だが特にフックを多用（一般生徒程度なら一撃で倒せる）。やり合って格下と判断した相手に対してはラッシュをしかけ一気に倒すことが多い。

#### ラッパッパ（吹奏楽部）
最強武闘派集団の四天王。3年生グループ。四天王すべてを倒さないと、ソルトに挑戦できないという暗黙のルールがある。四天王はそれぞれ色違いのスカジャンを着用している。さくらが四天王で強さを認めたのはソルト同様におたべのみだった。
ソルトがこびーの襲撃で事故に遭い入院した際は報復のため激尾古高校に乗り込み雑魚を素早く蹴散らすがアントニオの謝罪を受けた後のタイマン要求には応じず、同じく乗り込んできたさくらに全てを託した。おたべは先にさくらを認めており、アントニオ戦後にはおたべ以外の四天王もさくらをはっきりと認めている。
ヨガ
演 - 入山杏奈
紫のスカジャンを着用。刺繍の図柄は龍と黒豹。
ラッパッパに戦いを挑んで来た相手を最初に撃退する門番の役割を担う。ソルトに対して絶対的な忠誠を誓っている。四天王に対しては基本クールに対応する（時に冷静にツッコむ）が、おたべに対しては一目置いている。ヨガで鍛え抜かれた柔軟な動きでの攻撃躱し、キレのある技を得意とする。
基本は冷静沈着ではあるが、動揺する時は露骨に態度に出る。おたべからさくらがテッペン宣言したらしいと聞かされた際には、慌てふためいた表情でヨガのポーズを解いていたり、マジックの発言でおたべが台を蹴り倒した際にはあからさまに目が泳いでいる。さくらの狙いはソルトと聞かされると、瞑想中に呼吸が荒くなる。さくらに敗れた後ソルトに謝罪した際には「誰もあんたになんか期待してない」と冷たく突き放され、イスを投げつけるなど激しく取り乱して暴れかけ、おたべから「やめや、見苦しい」と抑えられた。
さくらとのタイマンでは、ソルトの配下であることに満足し、てっぺんを目指さない精神面での脆弱さをさくらに指摘されてしまう。さくらとマジックの戦いはどこからか見ていたらしく、マジックがまだ床に倒れている時点で部室に結果報告に向かっている。おたべの真正面からの戦闘スタイルを理解してマジックと共にバカモノに説明している。おたべが自身の得意技で仇をとる姿に思うところがあり、おたべが敗れてさくらが去った後は一番に声をかけて近づいた。ソルトの話の後は、バカモノと共におたべを支え、立ち上がらせた。
- 「ヨガ」の由来は、劇中でいつも座位のヨガポーズをとっていることから。

バカモノ
演 - 川栄李奈
ブルーのスカジャンを着用。刺繍の図柄は龍と虎。
その名の通り「バカ」で非常に記憶力が低いが、喧嘩は強く見た目は小柄だがパワー系で力任せな単細胞な戦い方が得意。
名前の由来通り、それどころかそれ以上にもとれるほどの相当な馬鹿で、「転校生」という言葉をさくらの名前だと思い「転・校生」と言い出したり、ソルトに「（転校生の名前は）さくらだ」と言われてもなお「転・校生さくら」って名前なのか！と言い放つレベル。いつもはおたべやマジックに協力してもらい、パンチングミットやサンドバッグを使用し、ボクシングのような練習をしている。ソルトが睡眠を邪魔されて怒り、バカモノを殴り飛ばすくらいに話し声が大きい。おたべ曰く鼻息もバカらしく、かなり鼻息が荒い様子。四天王に対しては仲間意識を持っており、おたべには（さんを付け忘れることは多々あるが）尊敬の念を抱いているが、馬鹿のために禁句なのを忘れて留年ネタを口に出しておたべに怒られ、鼻フックされマジックにツッコまれている。本人は「バカ」なのを気にしているようで、夜風にあたってくしゃみをした際に「風邪かな、バカは風邪ひかないって言うよな。つまり私はバカじゃない！」とガッツポーズをして大喜びした。
自分の意思で脳内のリミッターを解除し、火事場の馬鹿力を発揮することができる（理由は「バカだから」）。その馬鹿力はドラム缶を軽々と持ち上げるほど。ファイトスタイルはやや特異であり、右手拳を多用する攻撃を繰り出す（リミッター解除前は左手で相手を掴んでの連打、解除後は腕を回した後に相手にダッシュしての強力な一撃）。他の四天王2人と違いおたべのファイトスタイルには気づいていなかったが、自身の得意技で仇をとるおたべにほかの2人同様に思うところはあった様子。その後、さくらにやられるおたべを見ていられなくなり、飛び出そうとしてヨガに制された。おたべが倒された後はヨガの後に駆け寄り、ヨガと共におたべを支え、立ち上がらせた。
マジック
演 - 木﨑ゆりあ
薄いピンクのスカジャンを着用。刺繍の図柄は豹とトランプ。
その名の通り手品（マジック）が特技の、四天王の中では一番の皮肉屋。
割と冷静なタイプで、それゆえかバカモノのツッコミ役に回ることも多く、留年年数をおたべに尋ねたバカモノに対して、「おたべに留年ネタは禁句だ」と呆れていたり、バカモノの「転・校生」という発言に「人の名前みたいになってんじゃねーか」と馬鹿にして笑ったりしている。他の四天王やラッパッパそのものに対して斜に構えている節があり、さくらにヨガが敗れた際は勝手に制裁しようとした上、さらにバカモノもさくらに敗れると「バカモノかヨガのどちらかを追放してさくらを四天王に迎え入れたらどうか」と発言し、おたべの怒りを買う。しかし、実はラッパッパの面目を人一倍気にしており、さくらに負けた際にはソルトに「ラッパッパの名前に泥を…」と謝罪したが、ソルトに「そんなこと私には関係ない。お前がさくらに負けた、それだけのことだ」と突き放され、絶句した。四天王に対しては初期は主にヨガやバカモノをバカにする発言が多く、最初はおたべに対してもひねくれた対応をしていたが、さくらに負けた後はおたべに対し素直になっている他、バカモノやヨガにも普通に対応している。
ケンカではマジックで相手を驚かせ、隙を突くのを得意とし、時には相手を罠に嵌めて攻撃力を奪い窮地に追い込む卑怯な手段も辞さないなど、元からなのかマジ女でなのかは不明だが根性が曲がっており、性格に難が有る。周りが強いこともあり、むしろマジックを使わないと勝てないと思い込んでいる。ファイトスタイルはマジックによる間接攻撃に併せ、各種の強烈な右足蹴りを連発し（腕や左足で攻撃することは非常に少ない）、マジックよりむしろこちらが脅威である。2回転蹴りも多用する。
おたべの正々堂々と戦うスタイルを理解している。おたべの仇をとり、自分の得意技を使う姿に思うところがあった模様。おたべが負けたあとはヨガとバカモノがおたべを立ち上がらせるのを後ろから支えて手伝った。
おたべ
演 - 横山由依
ワインレッドのスカジャンを着用。刺繍の図柄は真竜。
留年しているが、理由や年数は不明であり、おたべに聞くのは禁句（タブー）で聞くと怒る。また、何年もダブっている所為で制服が以前のままで、他メンバーの制服の襟が白いのに対し おたべの制服の襟は黒い。いつも髪を後ろで団子にしてまとめている。演じた横山曰く、『2』のおたべよりは人間味が増しているとのこと。京都出身で鋭い突っ込みをする。得意技は『2』から変わらずキック（同じくキックを得意とするマジックとはファイトスタイルやフォーム〈と威力〉で差別化されている）。
四天王の中でも実力・権力共に筆頭格・別格であるが、面倒見の良さもあり四天王同士の揉め事の仲裁役も買って出る。タイマン勝負の前には、精神統一のために茶道室を使う。お手玉をしていることが多いが他の四天王と異なりファイトスタイルとは無関係。さくら戦に行った際には倒された3人を表すように3つのお手玉を台に置いて行っており、ソルトがそれをみて何かを察していた。戦闘だけではなく、（『2』のおたべ同様に）見透かす力や知力、話術にも長けており、言葉を巧みに操ってマジックをさらっと煽り、ヨガの忠誠心にも火を点けた。ヨガ並に（留年ネタなどの特定のこと以外は）滅多に声を荒らげたり怒ることは余りないが、バカモノに留年の話などを振られた時やマジックの「負けたヨガかバカモノを外してさくらを四天王に入れる」という発言でマジック台を蹴倒して怒った他、四天王だけで激尾古高校に乗り込んだ際にも、雑魚を蹴散らした後に大声を張り上げている。
ソルトとは実力以外は対等の関係であるらしく、タメ口で話す他、度々二人でいたり話していたりする。ソルトが実力で認めているのはおたべだけ（さくらも強いと口に出したのはおたべのみ）。おたべが倒されたことで覚醒したソルトはさくら戦前日に四天王に対して感謝を述べた際、おたべに対して「おたべ…ラッパッパとは、お前のことだ」と発言している。
四天王には厚い情を持っているため、さくら戦で3人の仇をとる攻撃（3人それぞれの得意技を連続で繰り出す）をした。ラッパッパを1人で背負い続けたがゆえにラッパッパへの想いも非常に強く、何度倒されても立ち上がって立ち向かい、殴られた影響で立ち上がれなくなった際は自身の足を殴って「動け！動けよぉ！」と叫び、柱を使ってでも立ち上がって立ち向かうほどの強さを見せつけたが倒され、負けた際にはまだ戦おうとしていたが、動けぬ悔しさとソルトの強い想いに涙を流した。四天王からは基本的に対等に対応されているが、バカモノからは時折さんづけで呼ばれて一目置かれている他、ヨガにも一目置かれており、マジックは元から一目置いていたようだが、さくらに敗れた後から一目置いているのが顕になっている。
さくらに対しては、無論倒すべき相手だが「『マジ女を背負って戦うのが四天王の本来の使命』であることを思い出させてくれたことに感謝している」とソルトに語っている。また、拳を交えた後は彼女の強い思いと実力も評価しておりアントニオ戦で苦戦するさくらを心配するバカモノに対し「さくらを信じるんや」と声をかけ、決着後に倒れかけたさくらを真っ先に支えている。
ファイトスタイルは正々堂々とした真っ向勝負一択であり、小細工や卑怯な手段、逃げる戦いは決してせず、真正面から戦う（ヨガによれば、卑怯な手や逃げて勝つ戦いに意味は無いと思っているため）。そのスタイルは四天王の3人に「さくらに真正面から向かうな、距離を取れ」と忠告されてもなお貫いた。ファイトスタイルは得意技の蹴り一択では無く拳も多用し頭突きなども行う。『2』の時のような受け技・受け流し技も持ち、肘打ちで相手の技を相殺したり、1回転目に肘打ちで相手の技を弾くまたは相殺して2回転目で鋭い回し蹴りを叩き込むという二つの技で回転のキレとスピード、蹴りの威力は凄まじい。また、拳でガードを突き破る、横蹴りで数メートル吹っ飛ばすなど連続技以外の一撃毎の威力自体も大きい。さくらとの対戦で劣勢に陥った際には、『マジすか学園』のサド戦での前田敦子のように、ヨガ・バカモノ・マジックの得意技を連続で繰り出して逆襲に転じた。
- あだ名の「おたべ」の由来は演じた横山が京都出身であることから京都の銘菓、八ツ橋のおたべから（本人が755にて発言）。

#### チーム火鍋
2年生最強グループにしてさくらのクラスメイト。教室や中庭で火鍋を食べている。『1』『2』のホルモン、フォンデュと同じような雑魚の集まり枠。『1』・『2』に登場したチームホルモンが緑ジャージ、チームフォンデュが黄色ジャージを着用しているのに対し、チーム火鍋は赤ジャージを着用し、髪の毛の一部を赤いメッシュにしている。さくらに敗れてからは学校内の勢力図や四天王の情報を教えるなど好意的になっている。一度は戦って敗れた一年生最強コンビとも「さくらの仲間」としていつの間にか和解している。
ウオノメ
演 - 高橋朱里
役名は高橋自身が目が死んでいるように見えるために「死んだ魚（うお）の目」と言われたことに由来する。グリーンの金属板が2枚ついたヒモを首にかけており、ロンスカを穿いている。チーム火鍋のリーダー的存在。さくらにも優しいぐらいに情に厚い。
ドドブス
演 - 加藤玲奈
役名は「ドブス」にもう一つ「ド」をつけ、「ドブス」を超えて逆に可愛いという意味だと宮脇は説明。ミニスカを穿いており、左前髪をヘアクリップで留めている。演じる加藤によると、得意技は相手を捕まえることである。さくら対チーム火鍋ではその技が災いして接近し過ぎたため、さくらにワンインパンチで倒されてしまう。
クソガキ
演 - 大島涼花
役名は大島本人のAKB48グループ内でのキャラから。ジャージの上着前を首元まで閉めており、ミニスカの下にジャージのボトムを穿いている。ケンポウに憲法を引き合いに出されて言いがかりをつける。チーム一喧嘩っ早いが実力は弱い。ヨガがさくらを探していた際、私は汚いものが嫌いなの「汚い服とか、汚い顔とか」とロックオンされたように1人だけ殴られていた。
ジセダイ
演 - 向井地美音
役名は「次世代メンバー」から。チームで唯一ジャージを着用せず、制服の上に襷掛けにしている。性格はマイペースだが、結構お調子者でクソガキと一緒にふざけている。
ケンポウ
演 - 内山奈月
役名は憲法に由来する。スカート丈は普通だが、下にジャージを穿いている。六法全書や日本国憲法を持ち歩いたり、条文を引用することが多い。チーム内では唯一、知的能力要素のあるインテリキャラ。想定外のことが起こるとパニックに陥ったり、変わった発言が目立つ。火鍋の材料調達や調理を担当することが多いが、さくらの話に熱中しすぎて調理を失敗することがある。

#### 1年生最強コンビ
1年生を仕切る強者。他の1年生全員とチーム火鍋を倒すほどの実力を持つ。しかし、さくらや四天王には全く歯が立たず、次第に噛ませ犬的な立場となっている。設定上の能力も描写されたのは初登場の第2話のみ。
当初はテッペン争いに全く興味がなく、さくらの語る「マジ」も馬鹿にしていたが、彼女に敗れてからは一転してその「マジ」にほれ込み、舎弟にして欲しいと頼み込み続けている。
さくらに何度断られても彼女の味方として動き、彼女の代わりに敵に戦いを挑んで敗北することが多い。さくらの戦いを火鍋と共に見守り、勝手に火鍋を食べたりもしている。
話が進むにつれさくらの態度も軟化しており、マジック戦で助けに来たのを制止した他2人の「マジ」を嘲笑された時は激怒している。
また、2人がシロギクとクロバラに捕まった時は罠と知りつつ助けに向かい、「こいつらを傷つけたお前たちを許さない」と語っている。
カミソリ
演 - 小嶋真子
「カミソリ」という仇名は、まともにくらえば顔が傷だらけになる手刃の持ち主という理由から。手刃は風圧でも相手を切り裂く破壊力。いつも笑顔で人を嘲笑する。
ゾンビ
演 - 大和田南那
「ゾンビ」という仇名は、どんなに打撃を食らっても立ち上がり、全然効かない素振りを見せることから。また、ドラマ『セーラーゾンビ』で主演したことにも由来しており、仇名先行で後から設定上の能力が決められた稀少例。攻撃に長けるカミソリに対し、タフな強さの守備的ポジション。

#### その他の生徒（馬路須加）
- 生徒名（演者名）名前の由来

マサムネ（岩田華怜） 宮城県出身で、宮城の戦国武将伊達政宗から。
ブサカワ（中西智代梨） そのままブサイクで可愛いの意。
ヨサコイ（土保瑞希） 特技がよさこいで、プロチーム所属歴もあることから。
ドクリンゴ（村山彩希） ニックネーム「ゆいりんご」から。
カタブツ（岡田奈々） AKB48イチの真面目キャラから。
ムネアツ（橋本耀） 巨乳なため「胸が厚い」⇒「ムネアツ」となった。
ペラペラ（野澤玲奈） 3ヶ国語（日本語・英語・インドネシア語）を話せるため。
ヒダリー（福岡聖菜） 初公演の記念撮影で左上に写っており、当時まだ名前が公表されておらず「左上ちゃん」と呼ばれていたため。
ヤンズナ（伊豆田莉奈） ニックネーム「イズリナ」から転じて「○○ズナ」というフレーズが流行り、「ヤンキー」＋「ズナ」で「ヤンズナ」となった。
エリンギ（横島亜衿） ニックネームは「あえりん」だが、メンバー内では「エリンギ」と呼ばれているため。倉持明日香が命名。
オジョウ（名取稚菜） 実家がお金持ちなことから。
クロフネ（平田梨奈） アメリカ生まれの帰国子女であることから。
ウイロウ（後藤萌咲） 名古屋出身で、名古屋の銘菓「ういろう」から。
メシウマ（飯野雅） 名前に「飯」がつくため。
ウメタ（梅田綾乃） そのまま。
ヤンキー（相笠萌） 相笠本人がヤンキーっぽいことから。
オーバー（西野未姫） リアクションがオーバー過ぎるため。
レモン（市川美織） 市川のキャラ「フレッシュレモン」から。
デカカワ（前田美月） 身長170cm以上あるため。
エイコー（小嶋菜月） 理想の男性像が「狩野英孝」であるため。
サバサバ（市川愛美） 性格がサバサバしていることから。
- マサムネとカタブツの2名はさくらのクラスメイトでもあり、他の生徒よりも登場回数が多い。
- レモンは『マジすか学園2』に登場したチーム・フォンデュのレモン（演者も同じ）と制服の矜以外は外見が同じだが同一人物かどうかは明示されていない。

### 激尾古高校 看護科
マジ女潰しを企む敵対校。看護科なので制服はセーラー服ではなくナース服がモチーフ。
生徒の大半が関西弁で会話している。

#### 3年生
アントニオ
演 - 山本彩
総長。黒のライダースジャケットを着こなす。中学のころ、一度ソルトに敗れており、リベンジを狙っている。マジ女潰しもソルトを倒すことが一番の目的（他の相手は全員部下に任せてもいいと思っている）。マジ女潰しのために他校の看板を狩って傘下に収め、勢力を拡大する。
ファイトスタイルは攻撃と防御をバランスよく行うオーソドックスなものだがチャンスと見た時にはドロップキックなどの派手な大技も繰り出す（だが、さくら戦ではジャンプしてのフィストドロップを膝で迎撃され、反撃のチャンスを与えてしまう結果となった）。
マジ女との直接対決は時期尚早（「手下に無駄な血を流させない」という信念を持っており、十分な勢力拡大と後述の「マジ女の内紛」終結を待ち、必勝の体勢で臨もうと考えているため）と思っており、直接事を構えないよう手下に注意を促している。ただし、それを守らない者もいる他最初から彼女に従わない生徒もいる。
さくらの登場についてはマジ女の内紛と捉えており、しばらくは戦況を見守りさくらに四天王を倒させ、ソルトもさくらとの戦いで疲弊してからマジ女潰しに動こうと考えている。こびーが自身に対して、内心呆れていることや野心を持っていることには気づいていない。シロギク・クロバラを送ったのがこびーだと気付いている。
さくらとおたべが戦い始めたことを知ると手下に準備を命令、襲撃日をさくらvsソルト戦の翌日に定める。しかしその前日にこびーが配下の高校の総長たちを連れてソルトを襲い、事故でソルトが重傷を負ったことで状況が一変。仇討ちのため激尾古に乗り込んだ四天王に「下の責任は上の責任」とソルトの件を土下座して詫びる。タイマンでの決着を提案し、同じく乗り込んで来たさくらと交戦。序盤では圧倒的優位に立つものの、マジ女を背負って戦うさくらの気持ちに圧倒されて敗北。自分がこびーの「てっぺんからの景色を見たい」という気持ちを察してやれずにこびーを追い詰めたことを詫び、2年生たちに激尾古高校を託した。
- 役名はもともと「彩ねぇ」だったが、「アントニオ」になる。

こびー
演 - 渡辺美優紀
副総長。アントニオに左右されず、負けてきた手下に笑顔で暴力を振るったり後輩いびりをする冷徹な性格の持ち主。また、他人を利用しておいて用済みとなれば切り捨てる陰険な面も見せる。
アントニオが激尾古に入学した理由が、ソルトにリベンジすることだと知っているが、その拘りはくだらないと思っており（それが顔に出ることもある）、「早くマジ女とジャブジャブ（喧嘩）したい」と、あくまでマジ女の疲弊を待つアントニオに苛立ちや敵意を見せる。
実はいつもアントニオの下の「2番」であることに強い不満を持ち、自分が先にソルトを倒してトップになろうと企んでいる。
第6話ではついに「私が戦争の火種を作ったる」と、独断ではぐれ者のシロギクとクロバラに声を掛け、マジ女に送り込んだ。その後アントニオに誰がやったのかという発言に嘘をついた。個人行動で襲撃予定前日に配下の高校の総長たちを率いてソルトに挑むがあからさまなほどの力の差で返り討ちに遭い、その最中に降った建材用鉄パイプからソルトが身代わりになる形で救われた。
そのことに責任を感じたのかアントニオの元に帰って独断行為を詫び、制裁を受ける覚悟と共に「自分も一番になりたかった」と思いをぶつけた。
- 役名はもともと「ミルキー」の予定だったが、「こびー」になる。

#### 2年生
ツリシ
演 - 須田亜香里
役名の由来は、メンバーNo.1の神対応で、ファンを「釣る」ため。
2年生のリーダー格で3年生との中間管理職的な役割。権力がある人には良い顔をし、目下には態度を変える。総長をアントニオ姐（ねえさん）と呼ぶ。最初にソルトを倒すのはアントニオだと信じている。
ファイトスタイルは、わざと大振りな攻撃でスキを見せ、相手を油断させたところに的確な一撃を入れるフェイント（釣り）攻撃。軟体を活かしたハイキックが得意技。
KY
演 - 谷真理佳
大好きな3年生に蹴られて喜び、役名通りに周りの空気が読めない。
激尾古の偵察要員であり、マジ女に出向いては（擬装用のマジ女制服も持っている）得た情報を逐一、アントニオに報告している。絵が壊滅的に下手。
役名のKYには別の意味もあり、普段は空気の読めないお調子者だが「キ(K)れると、こワイ(Y)」ことから。本気になると目にも止まらぬ高速パンチを連打するが、スタミナがないため30秒と持たない。
ザコボス
演 - 松村香織
役名の由来は、ドラマ撮影当時の松村本人の肩書である「AKB48グループ研究生会会長」から、「研究生（ザコ）の会長（ボス）」。また劇中では、下には強いのに対し、上にはこびへつらっているボスという理由から。
衣装が一人だけ違い、スカートではなくズボンを着用し、特攻服のようになっている。
ファイトスタイルは、キックボクシング風味。ワン・ツーからの回し蹴りを得意とする。性格同様、自分より弱い相手には普段以上の強さを発揮するが、自分より強い相手には実力を出せない。劇中では「相手は四天王じゃなくて火鍋だしな」と言いながら、ウォーミングアップでキレ味の鋭い動きをしていたことから、チーム火鍋よりは強い模様。

#### その他の生徒（激尾古）
- 生徒名（演者名）名前の由来

ディーバ（古畑奈和） AKBINGO!の企画「DIVAチャン」で優勝したことから。
ブッコミ（近藤里奈） アホなメンバー投票No.1に輝くほど言動がアホなため。
デメキン（上西恵） 眼が大きいため。次作ではレギュラーになる。
170（田中菜津美） 本人の身長から。
シベリア（村重杏奈） ロシアとのハーフのため。
キモタマ（薮下柊） 大舞台にもジェットコースターにも動じない強心臓の持ち主なため。
イブクロ（門脇佳奈子） キャッチフレーズの「かなきち定食」から。またNMB48劇場に「かなきちBOX」という門脇専用お菓子箱があるほど食いしん坊なため。
イジリー（井尻晏菜） そのまま名前から。
ジョー（城恵理子） 名前およびニックネームから。
テキトー（村瀬紗英） とてもマイペースなため。
オテンキ（渕上舞） キャッチフレーズ、「今日のお天気は私にお任せ！（以下略）」から。
ハムスター（熊沢世莉奈）
ハンサム（谷川愛梨） ボーイッシュでイケメンキャラなため。
ミシェル（ミシェル・クリスト・クスナディ） そのまま名前から。

### お食事処 亜粗美菜
読み方は「あそびな」。さくらが毎日昼食を食べている定食屋。店主のみなみ以外の店員は調理担当一人しか確認できない。店の面積に対して客数はあまり多くなく、彼女以外のマジ女生徒が来店することも少ない。一度さくらに誘われて来店したカミソリとゾンビは、勝手に「ここをチームさくらのアジトにしましょう」と発言した（チーム火鍋が初めて来店した時には文句を言っていた）。
みなみ
演 - 高橋みなみ
店主。馬路須加女学園OG。さくらを見守っている。

### ゲスト
第1話
こじはる
演 - 小嶋陽菜
高利貸しの妻。馬路須加女学園OG、元ラッパッパ四天王。「タクちゃん」と呼ばれる男性と熱海秘宝館に向かう途中で、襲われていたマサムネとブサカワを助ける。助けた2人からは「こじはるパイセン」と呼ばれていた。馬路須加女学園OG、元ラッパッパ四天王であるが、外見は以前小嶋が演じたトリゴヤと類似しているが同一人物かは明らかにされていない。
スキャンダル
演 - 指原莉乃
馬路須加女学園を留年している3年生。チーム火鍋と仲が良い。タイマン大会で4位になった直後に2年間の停学をくらい、その後は博多に転校していた。かつてマジ女にいた前田を知っているようで、さくらを見て「彼女と同じ目をしている」とチーム火鍋に話す。外見は以前指原が演じた「チーム・ホルモン」リーダーの「ヲタ」と名札も含め全く同じだが同一人物かは明らかにされていない。
後に放送されたマジすか学園4の前日譚『マジすか学園0 木更津乱闘編』で、志恵唐鹿女子商業・吹奏楽部「チームどんたく」の七代目部長「アゲマン」（東京から転校してきたと劇中で明かされている）と「ヲタ」が同一人物であることが判明。スキャンダルも同一人物の可能性が高まった。
第5話 - 第6話
シロギク、クロバラ
演 - 白間美瑠、矢倉楓子
激尾古高校看護科2年生。アントニオたちに従わないはぐれ者（副総長のこびーを見ても誰だか分からなかった）。ナース服の上に白黒のボーダーのカーディガンを羽織っている。
とにかく相手の悲鳴を聞いたり恐怖を感じる様を見るのを好み、マジ女との攻防には全く興味がない様子。
「髪の毛が真っ白になるほどの恐怖か、目の前が真っ暗になるほどの絶望か、どっちを選ぶ？」と迫る。2人でのコンビネーション攻撃が得意。
当初から2人を捨て駒にするつもりだったこびーに唆され、カミソリとゾンビを人質にとってさくらをおびき寄せ、スプレーで目潰しをしかけ優位に立つが、カミソリとゾンビがさくらに2人の場所を伝えて援護したため反撃に遭い敗れる。
その後、「勝手に喧嘩を売って負けて帰って来た激尾古の恥」と切り捨てられた。
第6話
鬼塚 だるま
演 - なちゅ
主婦。馬路須加女学園OG。カミソリとゾンビに「押しかけ舎弟の先輩」としてアドバイスを送り手羽先を渡して去っていった。2人は彼女のことを知らず、「ババア」と呼んでいた。
一児の母であり、子どもの名前は「こけし」。
第9話
ビリケン
演 - 小笠原茉由
役名の由来はビリケンさんに顔が似ているため。
馬路須加女学園の生徒。四天王がソルトのかたき討ちのために激尾古に殴りこみに行ったとチーム火鍋に知らせにきた。
- 演じる小笠原は『AKB48ドラマ「マジすか学園」出演メンバー大発表!直前SP』の「『マジすか学園4』出演権争奪オーディション」で出演権を獲得した。

センター
演 - 松井珠理奈
『2』では主人公格として登場する。看護師。馬路須加女学園OG。かつてネズミとともにマジ女のテッペンを取ったが、その後マジ女を中退して看護師になった。ソルトが搬送された病院で看護を担当した。ソルトとは顔なじみのようで、激尾古高校に乗り込んださくらと四天王の元に向かおうとベッドから起き上がろうとする彼女をたしなめた。
第10話
シマダ
演 - 島田晴香
馬路須加女学園の生徒。食事中、殴りこみに来た矢場久根高校の生徒に一撃で吹っ飛ばされた。
ゲッコウ
演 - 永尾まりや
役名の由来は、永尾のニックネーム「まりヤギ」⇒「やぎ座」⇒「スーパームーン(満月)」⇒「ゲッコウ(月光)」。
矢場久根高校2年新ヘッド。馬路須加女学園に殴りこみに来て、春以降に本格的に殴りこみに来ることを予告して去った。着ている制服とパーカーは『2』でシブヤが着ていた物と同じ。
ツン
演 - 武藤十夢
矢場久根高校の生徒。ゲッコウとともに馬路須加女学園に殴りこみに来た。
ルーキー
演 - 川本紗矢
役名の由来は、ドラフト生でメンバーになりたてだったから。
矢場久根高校の生徒。ゲッコウとともに馬路須加女学園に殴りこみに来た。
ネズミ
演 - 渡辺麻友
『2』では主人公格として登場する。馬路須加女学園OG。さくらとソルトのタイマンを見に来ていた。同じく見に来ていたみなみの後輩のようで、あの転校生（さくら）もなかなかやるがソルトは化け物だと語った。

## スタッフ
- 企画・原作 - 秋元康
- 脚本 - 山岡潤平、徳永友一
- 音楽 - 牧戸太郎
- 演出 - 岩本仁志、山下学美
- 主題歌 - AKB48「マジすかFight」（You, Be Cool! / KING RECORDS）
- エンディングテーマ - AKB48「ヤンキーロック」（You, Be Cool! / KING RECORDS）
- 脚本協力 - 三田卓人
- タイトルバック - 松井夢壮
- アクション - 吉田浩之
- 制作 - 福士睦
- ゼネラルプロデューサー - 三枝孝臣
- プロデューサー - 加藤正俊、植野浩之
- 協力プロデューサー - 渡邉浩仁
- ラインプロデューサー - 堀尾星矢
- 企画制作 - 日本テレビ
- 制作プロダクション - 日テレアックスオン
- 制作協力 - イメージフィールド
- 製作著作 - 「マジすか学園4」製作委員会

## エピソードリスト
| 話数 | サブタイトル         | 放送日        | 脚本     | 演出     | 備考 |
| --- | -------------------- | ------------- | -------- | -------- | ---- |
| 第1話 | vs チーム火鍋        | 2015年1月20日 | 山岡潤平 | 岩本仁志 |      |
| ヤンキーに襲われていたマジ女のマサムネ、ブサカワはOGのこじはるに助けられ、彼女をこじはるパイセンと呼び慕っていた。 マジ女のてっぺんに君臨するラッパッパ（吹奏楽部）の部室では、ソルトはいつも通りに部長室で寝ており、バカモノはトランプマジックの相手をしていたが、自分で選んだカードすら覚えられないほどの記憶力の低さでマジックやヨガに馬鹿にされ、マジックはグタグダに終わる。 その記憶力の低さゆえにおたべに留年年数を聞いてしまい、おたべは怒り、彼女に向って両指鼻フックをかけ、「鼻に指を突っ込んで脳みそ弄ったろか」とキレていた。バカモノはおたべに「声の距離感も馬鹿」と言われるほどの声の大きさでソルトを起こしてしまい、バカモノはソルトにぶん殴られた。 チーム火鍋によれば、ソルトはマジ女のてっぺんに興味がなく、周囲の煩い蝿（他生徒）を払っていたら全員を倒してしまい、てっぺんに立ってしまったという異色な部長だと話す。 激尾古生徒は総長の厳命に従わず、チーム火鍋に喧嘩を仕掛けるも、反対に返り討ちに合いやられてしまう。そしてマジ女のてっぺんを目指し鹿児島から転校して来たさくらは、定食屋店主・みなみやチーム火鍋の情報でマジ女を仕切っている存在はラッパッパだと知る。彼女たちがいる部室へ向かおうとした時にさくらの前にチーム火鍋が立ちはだかるが、圧倒的な強さで彼女たちを一蹴する。 |                      |               |          |          |      |
| 第2話 | vs カミソリ＆ゾンビ  | 1月27日       | 山岡潤平 | 岩本仁志 |      |
| 転校生のさくらがチーム火鍋を倒した話がマジ女生徒の間で口々に広まっていた。 さくらは「前しか向かない」と固い決意を表す。マジでてっぺんを狙う意気込みを聞いたチーム火鍋はマジ女の勢力図について彼女に話して聞かせる。 1年生最強コンビのカミソリとゾンビの縄張りでもある中庭で鍋をしていたチーム火鍋は彼女たちに因縁をつけられ、人数の差は歴然としていたが簡単に倒されてしまう。てっぺんに興味がないという生意気な彼女たちに、今の実力ではソルトやさくらには勝てないと挑発する。 珍しく起きているソルトに対しておたべは、誰でも好き好んで孤独になったりはしないと切り出し、四天王の力では退屈を埋めてやれないことを謝り、不憫だと話した。ソルトは道端で他校と喧嘩する激尾古生徒を瞬殺し、「あなたたちでは私の退屈は止められない」と悩みを吐露する。 チーム火鍋に挑発された1年生最強コンビはさくらに戦いを挑み連続攻撃を繰り出すが、マジになりきれていない気持ちやただ邪魔者を遊びで倒している彼女たちの拳では、さくらにダメージを与えることは出来ない。1年生最強コンビは全ての実力を出し切る前に、敢え無く倒されてしまう。そして喧嘩に負けるマジの悔しさを初めて知ることになる。バカモノは1年生最強コンビが部室に上がってくる日を期待していた。 マジ女のてっぺん宣言をしたさくらにマジックは興味ない振りをして素っ気ない態度を見せるが、「負けず嫌いで本当は誰よりも悔しいくせ」にとおたべに煽られる。さくらが次に狙うのは「ソルトの首」かというおたべの発言にヨガは反応し、ソルトには指一本触れさせないとヨガはスカジャンを手に部室を出た。一方でソルトはさくらに対して、「早く来い」と期待する言葉を言っている。 |                      |               |          |          |      |
| 第3話 | vs ヨガ              | 2月03日       | 徳永友一 | 岩本仁志 |      |
| ラッパッパ内でさくらが話題に上り、「てん・こうせい」という名前だとバカモノは勘違いし、すかさずマジックが訂正するツッコミを入れていた。バカモノはソルトにさくらを倒すことについては好きにしろと言われた際に、かなり嬉しそうにさくらの名前と顔を知らないまま探しに行き、さくら本人にも「てん・こうせい」を知らないかと尋ねるが、探している相手だと気付かなかった。 ソルトは自分が守ると意気込むヨガはバカモノと同じようにさくらを探すためにチーム火鍋のところへ行き、ドドブスの耳を引っ張りさくらの居場所を強引に聞き出そうとするが、クソガキは居場所を知らないと答える。苛立ちを隠せないヨガは「私は汚いもの」は嫌いだとさらにチーム火鍋を追い込むように脅し、音楽準備室に来るよう伝えろと半ば強引な伝言を残し去っていく。 ヨガとチーム火鍋の会話を聞いていた1年生最強コンビは、さくらより先にヨガの前に現れ、戦いを挑む。さくらの「マジに生きなければ」という言葉に心を動かされた1年生最強コンビは、さくらの舎弟になりたいと訴えるが、誰とも仲間になる気はないと彼女に突き放されてしまう。 一方激尾古では、ヨガがさくらを狩るために動いたと、ツリシからの報告を聞いたアントニオは、仲間同士で潰し合い弱体化するまで待つ。早くマジ女を潰したいと先走るこびーを、アントニオは虎が狩りをするタイミングに例えて彼女を諌める。 さくらは四天王のヨガと対峙し、ヨガの柔軟な受け身で攻撃を交わされ、キレのあるヨガの波状攻撃でさくらは防戦一方になり、さらにはマウントポジションで殴られ続けピンチになるも、てっぺんを取りたいという強い想いがこもったボディブローでヨガの動きを止め、留めの拳でヨガを倒す。さくらに拒絶されても彼女の勝利を信じ待っていた1年生最強コンビがヨガとの戦いで傷ついたさくらに付き添い、何度もさくらが近づくなと振り払っても、彼女たちはさくらの側を離れようとしなかった。 さくらに敗れ、四天王の名に傷をつけたヨガにマジックが制裁を加えようとしたがおたべによって止められ、さらにソルトから「気にするな、誰もお前には期待していない」と発言されたことでヨガは発狂し椅子を投げつけるも、おたべに「見苦しい」と慰められる。 どこにも「てん・こうせい」と呼ばれる人物はいなかったと報告するバカモノにソルトは、さくらという名前だと教える。さらに勘違いしたバカモノは「てん・こうせい・さくら」かと質問していた。 |                      |               |          |          |      |
| 第4話 | vs バカモノ          | 2月10日       | 山岡潤平 | 山下学美 |      |
| 相変わらずさくらに挨拶を交わしても無視され睨まれるが、1年生最強コンビはめげずに明るく振る舞わっている。 他人に興味がなくこれまで名前を覚えられなかったソルトが、転校生の名前がさくらだと知っていた。さくらに倒され、土の冷たい感触や口の中に広がる血の味を味わいたいのかとおたべはソルトに問いかける。残念ながらその望みは叶わないと、ソルトに戦いを挑む前にラッパッパ四天王が必ずさくらを倒すとおたべは宣言する。もうすでにバカモノが動いており、彼女は人間が持つリミッターを外すことが可能で、火事場の馬鹿力を発揮することが出来る。バカモノを真正面から倒すことは容易ではないだろうと四天王は口々に話す。クソガキは1年生のときにバカモノに喧嘩を売り、一発で13mも吹っ飛ばされた。 バカモノはさくらが所属するクラスに現れ、チーム火鍋に果たし状を託す。四天王が挑戦者に戦いを挑むことは前例がないことだった。だが肝心な決闘場所が記されていなかった。 さくらが逃げたと思い込んでいるバカモノが再び彼女に戦いを挑み、最初はさくらが優勢に進めていたが、しかしリミッターを外したバカモノに形勢を逆転され、立ち上がることもままならない状態までさくらは打撃を打ち込まれる。なんとか立ち上がったさくらはノーガード戦法で隙を作り、クロスカウンターでバカモノの動きを殺し、アッパーカットでダウンを奪う。 バカモノを倒したさくらの前にソルトが現れ、なぜてっぺんを目指すのかと問い、てっぺんは退屈で空虚さしかないとソルトはさくらに忠告するが、てっぺんを見上げるのは首が痛いから上に立ちたいと決意を変えない彼女にソルトは、期待し待っているとその場を後にする。 |                      |               |          |          |      |
| 第5話 | vs マジック          | 2月17日       | 徳永友一 | 岩本仁志 |      |
| バカモノを倒したさくらが話題に上り、彼女を一目見ようと他生徒がさくらのいるクラスに殺到する。マジックショーのプレミアチケットがさくらに当選したというアナウンスが全校放送で流れる。それはマジックが動き出す合図だった。 翌朝さくらが登校したときにクイーンのカードがマジックによって投げ込まれ、マジックショーが始まる。美術室に誘い込まれたさくらは、マジックと戦っている中で彼女はマジックの術中に嵌り、手錠をかけられ身動きが取れなくなってしまう。 さくらがマジックにいたぶられ窮地に陥っている中で一年生最強コンビが助けにはいり立ち向かうが、過剰に暴行を加えられるだけで全く歯が立たなかった。さくらを本気で助けたいと思う一年生最強コンビの気持ちをマジックは馬鹿にして薄ら笑いを浮かべ、マジな気持ちを踏みにじるマジックにさくらがきれて、渾身の力を振り絞って、手錠を自力で外す。 明らかに疲弊し相手を攻撃できる力も残されていないさくらにマジックは勝利を確信したが、マジの怒りで力を得た彼女には敵わず倒されてしまう。 |                      |               |          |          |      |
| 第6話 | vs シロギク&クロバラ | 2月24日       |          |          |      |
| |                      |               |          |          |      |
| 第7話 | vs おたべ            | 3月10日       |          |          |      |
| |                      |               |          |          |      |
| 第8話 | vs こびー            | 3月17日       |          |          |      |
| |                      |               |          |          |      |
| 第9話 | vs アントニオ        | 3月24日       |          |          |      |
| |                      |               |          |          |      |
| 第10話 | vs ソルト            | 3月31日       |          |          |      |
| |                      |               |          |          |      |

平均視聴率 4.2%（視聴率はビデオリサーチ社調べ、関東地区・世帯）
- 2015年3月3日未明（2日深夜）は『芸人報道1時間スペシャル』のため放送休止。

## ネット局等
放送局（地上波・CS）
| 放送地域       | 放送局                | 系列                  | 放映期間                 | 放送曜日・放送時間                                                             | 備考           |
| -------------- | --------------------- | --------------------- | ------------------------ | ------------------------------------------------------------------------------ | -------------- |
| 関東広域圏     | 日本テレビ（NTV）     | 日本テレビ系列        | 2015年1月20日 - 3月31日  | 火曜日 0:59 - 1:29（月曜日 24:59 - 25:29）                                     | 制作局         |
| 宮城県         | ミヤギテレビ（MMT）   | 日本テレビ系列        | 2015年1月29日 - 4月9日   | 木曜日 0:59 - 1:29（水曜日 24:59 - 25:29）                                     |                |
| 福島県         | 福島中央テレビ（FCT） | 日本テレビ系列        | 2015年4月29日 - 7月1日   | 水曜日 1:29 - 1:59（火曜日 25:29 - 25:59）                                     |                |
| 鳥取県・島根県 | 日本海テレビ（NKT）   | 日本テレビ系列        | 2015年7月10日 - 9月11日  | 金曜日 1:35 - 2:05（木曜日 25:35 - 26:05）                                     |                |
| 新潟県         | テレビ新潟（TeNY）    | 日本テレビ系列        | 2015年9月23日 - 11月25日 | 水曜日 1:29 - 1:59（火曜日 25:29 - 25:59）                                     |                |
| 京都府         | KBS京都（KBS）        | 独立局                | 2015年10月8日 - 12月17日 | 木曜日 23:00 - 23:30                                                           | 10月29日は休止 |
| 日本全国       | 日テレプラス          | 日本テレビ系列 CS放送 | 2015年3月29日・31日      | 日曜日 15:30 - 20:00（第1 - 9話、集中一挙放送） 火曜日 23:20 - 23:50（最終話） |                |

インターネット配信
| 配信サイト | 配信期間                                   | 配信曜日・配信時間 | 備考                   |
| ---------- | ------------------------------------------ | ------------------ | ---------------------- |
| Hulu       | 2015年1月12日 - （第1話）                  | 月曜日 0:00更新    | 日本テレビより先行配信 |
| Hulu       | 2015年1月20日 - 2015年3月24日（第2話以降） | 火曜日 1:29更新    | 日本テレビより先行配信 |

## マジすか学園4 外伝
Huluで2015年3月31日より配信されたスピンオフドラマ。ワンシチュエーション短編ドラマで、6週連続で毎週火曜日に配信された。
| 各話  | 配信日        | サブタイトル                               |
| ----- | ------------- | ------------------------------------------ |
| 第1話 | 2015年3月31日 | チーム火鍋とカミソリ・ゾンビでマジでバトる |
| 第2話 | 4月7日        | ドドブスがマジで改名!?                     |
| 第3話 | 4月14日       | カミソリがマジでスランプ!?                 |
| 第4話 | 4月21日       | マジで激尾古が潜入!                        |
| 第5話 | 4月28日       | マジで転校生がやってくる!                  |
| 第6話 | 5月5日        | ウオノメ、マジで推理する                   |